# Роб Керниј
Роб Керниј (енгл. Rob Kearney; Даблин, 26. март 1986) професионални је рагбиста, репрезентативац Ирске и играч троструког шампиона Старог континента Ленстера.

## Биографија
Висок 185 цм, тежак 95 кг, Керниј игра на позицији број 15 - аријер (енгл. Fullback). Од почетка професионалне каријере до данас игра за ирског рагби гиганта Ленстер рагби. Са Ленстером је освојио титулу шампиона Европе, челинџ куп и Про 12. За ирску репрезентацију одиграо је до сада 65 тест мечева и постигао 62 поена. Ишао је и на две турнеје са лавовима. Са Ирском је освајао куп шест нација.